# 奉獻禮
奉獻禮（拉丁文：offertorium，英文：offertory）是聖餐禮的部分，將麵餅和葡萄酒隆重地放在祭台上。
奉獻禮進行時也可能又收集教友所捐出的施舍。
在有奉獻禮的基督教宗派之中，對於聖餐禮的神學可能有所不同。
在天主教羅馬禮，｢準備祭品」（英文：preparation of the gifts）亦與奉獻禮有同義。

## 禮儀行為
在天主教羅馬禮，奉獻禮是聖祭禮儀的第一部分。首先將殮布、聖爵布、彌撒經書和聖爵放在祭台上，然後在奉獻經被唱的同時，教友以遊行將麵餅、葡萄酒和其他獻品（例如向窮人或教會的獻品）在祭台前奉獻。神父將麵餅和葡萄酒放在祭台上，同時說出規定的祈禱，可能與十字架祭台一起上香（神父、教友也可以上香）。神父在祭台的側邊洗手後會念獻禮經。 這個祈禱原本是羅馬禮中唯一個在奉獻禮念出的祈禱。